# شوالم-ادر
شوالم-ادر (به آلمانی: Schwalm-Eder-Kreis) یک منطقهٔ روستایی در آلمان است که در کاسل واقع شده‌است.

## خصوصیات
شوالم-ادر  ۱۷۹٫۴۶۶ نفر جمعیت دارد.

## خواهرخوانده
شهرهای Mitte، سژمور و Piła County خواهرخوانده‌های شوالم-ادر هستند.